# Ровчане
Ровчане (серб. Ровчани, алб. Rovçanët) — историческое племя Черногории и одно из семи горских племен региона Брда, наряду с Белопавличами, Пипери, Кучи, Братоножичами, Морачанами и Васоевичами. Историческая область, в которой они обитают, называется Ровка (серб. Ровца, произносится [rǒ̞ʋt͡za]).

## Этимология
Ровчане получили свое название от региона, в котором они проживают, под названием Ровца, что происходит от славянского ров, что означает «вмятина» или «траншея».

## География
Ровка граничит с историческими регионами и племенами Морачани на востоке, Дробняци на севере, Никшичи на западе, Белопавличи на юго-западе, Пипери на юге и Братоножичи на юго-востоке. В состав Ровцы входят следующие деревни: Вишне, Велье Дубоко, Лиешне, Церовица, Меджуриече, Мртво Дубоко, Сретешка Гора, Горня Ровца, Влаховичи и Трманье.

## История
Район Ровка впервые упоминается в дефтере (налоговом реестре) Санджака Герцеговины 1477 года, который был основан в 1470 году.
Мариано Болицца, венецианский патриций, записал в 1614 году, что «Риузи» (Ровчи) был населен православными сербами и имел в общей сложности 50 домов. 120 латниками командовал Иван Родонжин. В 1689 году восстание вспыхнуло в Пипери, Ровце, Белопавличах, Братоножичах, Кучи и Васоевичах. Это восстание вспыхнуло одновременно с аналогичным в Призрене, Пече, Приштине и Скопье, которое в октябре расширилось в Кратово и Крива-Паланке (Восстание Карпоша).
В 1768 году Ровчане помогли Белопавличам, подвергшимся нападению османов. В 1774 году Мехмет Бушатли, паша Скутари, ворвался в Кучи и «разрушил» его; Ровчане разместили и защитили некоторые семьи беженцев. По просьбе российской императрицы Екатерины черногорцы и герцеговинцы в 1788 году выступили с оружием в руках против турок-османов. Призыв был с радостью принят Ровчанами и Морачанами, которые снарядили порох и оружие для предстоящих событий . Однако османы услышали о намерениях и упреждающе нанесли удар по Мораче, центру подготовки. В 1794 году Кучи и Ровчане были опустошены османами. В 1796 году черногорская армия под командованием митрополита Петра I Петровича-Негоша при поддержке Пипери разгромила османскую армию в битве при Крусах. Победа Черногории привела к территориальной экспансии, при этом племена Белопавличи и Пипери были объединены в Черногорское государство. Ровчане, как и другие горские племена, впоследствии все больше поворачивались в сторону Черногории. Митрополит Петр I в 1799 году направил письма Морачанам и Ровчанам, советуя им жить мирно и солидарно.
Во время Первого сербского восстания (1804—1813) Дробнячи, Морачани, Ровчани, Ускочи и Пивляни восстали против турок-османов и сожгли деревни в Герцеговине. В 1820 году, после поражения османской армии на реке Морача, Ровчани были включены в состав Черногории вместе с Морачанами.
Ровчане были одним из племен, которые поддерживали черногорских зеленых, фракцию, которая выступала против присоединения Черногории к Сербии и вместо этого призывала к созданию федерации. Зеленые по-прежнему называли себя этническими сербами . Во время Рождественского восстания (7 января 1919 г.) с двух членов семьи Булатовичей в Ровце содрали кожу заживо черногорские белые (другая политическая фракция).

## Политика
Племя Ровчане исторически считало себя сербами, и в свете независимости Черногории (2006 г.) вождь клана Ровца Никола Минич заявил: «Если бы Мило Джуканович попытался разделить Черногорию… мы бы не жили в его стране. … но оставайтесь едиными в братстве с Сербией».

## Антропология
Согласно местному фольклору, вспоминаемому Булатовичем, племя Ровка в конечном итоге происходит от бана (герцога) Илияна из Грбаля в Которском заливе. Этот Илиян якобы женился на Евросиме, дочери великого князя Вукана (годы правления 1202—1204) и сестре Стефана Вукановича Неманича, построившего монастырь Морача. У Илияна был сын Никша, который находился в конфликте с баном Угрена из Никшичской жупы (уезда). Сын Никши Гояк убил Угрена, после чего его двоюродный дедушка (или дядя) Стефан спрятал его в монастыре Морача, а затем на горе Лукавица, где он, как полагают, и умер. У Гояка было четверо сыновей: Булат (чьи потомки известны как Булатовичи), Щепан (чьи потомки известны как Щепановичи), Влахо (чьи потомки известны как Влаховичи) и Срезое (чьи потомки известны как Срезоевичи).
Другая часть Ровчан — потомки князя Богдана Лешнянина, который бежал из Чево из-за кровной мести и сначала поселился в деревне Лиешне в Леш — нахии (подрайоне), а затем после очередной кровной мести поселился там. в месте, которое впоследствии стало Ровкой, в деревне Брезно (которая сегодня известна как Лиешне). Это произошло в первой половине XV века, еще до османского завоевания.
Все племя Ровка празднует Славу, Святого Луку.

## Братства
- Ровка
  - Булатовичи
  - Щепановичи
  - Влаховичи
  - Срезоевичи
- Богдановичи

## Известные люди
- Гайдук Велько Петрович (ок. 1780—1813), герой Первого сербского восстания
- Момир Булатович (1956—2019), бывший югославский политик, президент Черногории (1990—1998) и премьер-министр Союзной Республики Югославии (1998—2000)
- Павел Булатович (1948—2000), бывший министр внутренних дел Югославии
- Предраг Булатович (р. 1956), черногорский политик
- Миодраг Булатович (1930—1991), сербский и черногорский писатель и драматург
- Катарина Булатович (р. 1984), черногорская гандболистка
- Анжела Булатович (р. 1987), черногорская гандболистка
- Ивана Булатович (р. 1994), черногорская горнолыжница
- Никола Булатович (р. 1971), сербский и черногорский баскетболист на пенсии
- Велько Влахович (1914—1975), черногорский коммунистический политик
- Миодраг Влахович (1924—2006), черногорский политик и коммунист
- Миодраг Влахович (р. 1961) министр иностранных дел, бывший посол Черногории в США
- Веселин Влахович (р. 1969), черногорский военный преступник
- Матия Бечкович (р. 1939), известный сербский писатель и поэт
- Владо Щепанович (р. 1975), черногорский баскетболист на пенсии; родился в Колашине по происхождению
- Небойша Богавац (р. 1973), черногорский баскетболист на пенсии
- Драган Богавац (р. 1981), черногорский футболист
- Авдо Меджедович (1875—1955), черногорский мусульманский гусляр и устный поэт
- Мато Пижурица (р. 1942), сербский лингвист и профессор.
- Воислав Шешель (р. 1954), боснийский сербский националистический политик, писатель и юрист.